# Calliandra comosa
Calliandra comosa är en ärtväxtart som först beskrevs av Olof Swartz, och fick sitt nu gällande namn av George Bentham. Calliandra comosa ingår i släktet Calliandra och familjen ärtväxter. Inga underarter finns listade i Catalogue of Life.